# Campeonato regional de fútbol de Santiago Sur 2014-15
El campeonato regional de Santiago Sur 2014-15 es el campeonato que se juega en la parte sur de la isla de Santiago. Empezó el 5 de diciembre de 2014 y terminó el 26 de abril de 2015. El torneo lo organiza la federación de fútbol de Santiago Sur.
Sporting Clube da Praia es el equipo defensor del título. Os Garridos subió de la segunda división, ocupando el puesto del Tchadense que descendió. El campeonato se juega a 18 jornadas de ida y vuelta, todos los partidos se disputan en el estadio de Várzea.
El campeón se gana una plaza para disputar el campeonato caboverdiano de fútbol 2015, el equipo que finalice en última posición desciende a la segunda división y el que termine en novena posición juega una promoción a ida y vuelta contra el equipo que ocupe el segundo lugar de segunda división.
Al final del campeonato quedó campeón el FC Boavista, en último lugar terminó el Vitoria debiendo haber descendido y en penúltimo lugar el Varanda, debiendo haber jugado la promoción contra el segundo clasificado de la división inmediatamente inferior, pero debido a la ampliación a 12 equipos para la siguiente temporada ninguno de los dos descienden y automáticamente ascienden los dos primeros clasificados de segunda división el Delta y el Eugénio Lima.

## Equipos participantes
- Académica da Praia
- AD Bairro
- FC Boavista
- Celtic Futebol Clube
- Desportivo da Praia
- Os Garridos
- Sporting Clube da Praia
- CD Travadores
- Varanda
- Vitória

## Tabla de posiciones
Actualizado a 26 de abril de 2015
|    | Equipo                  | PJ | PG | PE | PP | GF | GC | DG  | PTS |
| -- | ----------------------- | -- | -- | -- | -- | -- | -- | --- | --- |
| 1  | FC Boavista (C)         | 18 | 13 | 4  | 1  | 37 | 14 | +23 | 43  |
| 2  | Sporting Clube da Praia | 18 | 9  | 7  | 2  | 26 | 14 | +12 | 34  |
| 3  | Desportivo da Praia     | 18 | 9  | 6  | 3  | 37 | 20 | +17 | 33  |
| 4  | Celtic Futebol Clube    | 18 | 7  | 6  | 5  | 22 | 17 | +5  | 27  |
| 5  | Académica da Praia      | 18 | 8  | 3  | 7  | 16 | 18 | -2  | 27  |
| 6  | AD Bairro               | 18 | 5  | 4  | 9  | 26 | 28 | -2  | 19  |
| 7  | Os Garridos             | 18 | 5  | 4  | 9  | 12 | 22 | -10 | 19  |
| 8  | CD Travadores           | 18 | 5  | 1  | 12 | 17 | 38 | -21 | 16  |
| 9  | Varanda                 | 18 | 3  | 6  | 9  | 11 | 19 | -8  | 15  |
| 10 | Vitória                 | 18 | 3  | 5  | 10 | 10 | 24 | -14 | 14  |

|  | Clasificado para el campeonato caboverdiano de fútbol 2015. |

(C) Campeón
(P) Juega la promoción
(D) Descendido

## Resultados
| Desportivo Praia | 1 - 0 | Vitória         | 5 de diciembre | 16:00 |
| Os Garridos      | 0 - 0 | Académica Praia | 6 de diciembre | 14:00 |
| Travadores       | 2 - 2 | Boavista        | 6 de diciembre | 16:00 |
| Celtic           | 4 - 0 | Varanda         | 7 de diciembre | 14:00 |
| Bairro           | 3 - 3 | Sporting Praia  | 7 de diciembre | 16:00 |

| Académica Praia | 3 - 1 | Travadores       | 12 de diciembre | 16:00 |
| Boavista        | 3 - 1 | Bairro           | 13 de diciembre | 14:00 |
| Vitória         | 0 - 1 | Os Garridos      | 13 de diciembre | 16:00 |
| Sporting Praia  | 1 - 1 | Celtic           | 14 de diciembre | 14:00 |
| Varanda         | 0 - 0 | Desportivo Praia | 14 de diciembre | 16:00 |

| Os Garridos      | 0 - 1 | Travadores      | 19 de diciembre | 16:00 |
| Bairro           | 0 - 0 | Académica Praia | 20 de diciembre | 14:00 |
| Vitória          | 1 - 2 | Varanda         | 20 de diciembre | 16:00 |
| Celtic           | 0 - 3 | Boavista        | 21 de diciembre | 14:00 |
| Desportivo Praia | 3 - 3 | Sporting Praia  | 21 de diciembre | 16:00 |

| Académica Praia | 1 - 0 | Celtic           | 9 de enero  | 16:00 |
| Travadores      | 0 - 3 | Bairro           | 10 de enero | 14:00 |
| Boavista        | 4 - 3 | Desportivo Praia | 10 de enero | 16:00 |
| Sporting Praia  | 1 - 0 | Vitória          | 11 de enero | 14:00 |
| Varanda         | 0 - 1 | Os Garridos      | 11 de enero | 16:00 |

| Varanda          | 0 - 0 | Sporting Praia  | 16 de enero | 16:00 |
| Celtic           | 0 - 1 | Travadores      | 17 de enero | 14:00 |
| Os Garridos      | 0 - 0 | Bairro          | 17 de enero | 16:00 |
| Desportivo Praia | 4 - 1 | Académica Praia | 18 de enero | 14:00 |
| Vitória          | 1 - 1 | Boavista        | 18 de enero | 16:00 |

| Travadores      | 1 - 3 | Desportivo Praia | 30 de enero  | 16:00 |
| Bairro          | 2 - 1 | Celtic           | 31 de enero  | 14:00 |
| Académica Praia | 1 - 0 | Vitória          | 31 de enero  | 16:00 |
| Boavista        | 1 - 0 | Varanda          | 1 de febrero | 14:00 |
| Sporting Praia  | 1 - 0 | Os Garridos      | 1 de febrero | 16:00 |

| Vitória          | 0 - 1 | Travadores      | 6 de febrero | 16:00 |
| Os Garridos      | 1 - 3 | Celtic          | 7 de febrero | 14:00 |
| Sporting Praia   | 1 - 1 | Boavista        | 7 de febrero | 16:00 |
| Varanda          | 0 - 1 | Académica Praia | 8 de febrero | 14:00 |
| Desportivo Praia | 1 - 0 | Bairro          | 8 de febrero | 16:00 |

| Bairro          | 1 - 2 | Vitória          | 13 de febrero | 16:00 |
| Celtic          | 1 - 0 | Desportivo Praia | 14 de febrero | 14:00 |
| Travadores      | 2 - 1 | Varanda          | 14 de febrero | 16:00 |
| Académica Praia | 0 - 2 | Sporting Praia   | 15 de febrero | 14:00 |
| Os Garridos     | 0 - 1 | Boavista         | 15 de febrero | 16:00 |

| Vitória | 0 - 0   | Celtic          | 20 de febrero | 16:00 |
| Varanda | 0 - 0   | Bairro          | 21 de febrero | 14:00 |
| Desportivo Praia | 1 - 1   | Os Garridos     | 21 de febrero | 16:00 |
| Sporting Praia | 0 - 3N1 | Travadores      | 22 de febrero | 14:00 |
| Boavista | 0 - 1   | Académica Praia | 22 de febrero | 16:00 |
| Nota 1: El resultado original fue 2-0 a favor del Sporting de Praia, dándole por perdido a causa de alineación indebida. |         |                 |               |       |

| Vitória         | 0 - 4 | Desportivo Praia | 4 de marzo    |       |
| Académica Praia | 0 - 1 | Os Garridos      | 28 de febrero | 14:00 |
| Sporting Praia  | 2 - 1 | Bairro           | 28 de febrero | 16:00 |
| Varanda         | 1 - 1 | Celtic           | 1 de marzo    | 14:00 |
| Boavista        | 2 - 0 | Travadores       | 1 de marzo    | 16:00 |

| Travadores       | 0 - 2 | Académica Praia | 6 de marzo | 16:00 |
| Bairro           | 2 - 3 | Boavista        | 7 de marzo | 14:00 |
| Os Garridos      | 0 - 0 | Vitória         | 7 de marzo | 16:00 |
| Celtic           | 1 - 3 | Sporting Praia  | 8 de marzo | 14:00 |
| Desportivo Praia | 2 - 1 | Varanda         | 8 de marzo | 16:00 |

| Travadores      | 1 - 5 | Os Garridos      | 13 de marzo | 16:00 |
| Académica Praia | 0 - 3 | Bairro           | 14 de marzo | 14:00 |
| Varanda         | 0 - 0 | Vitória          | 14 de marzo | 16:00 |
| Boavista        | 0 - 0 | Celtic           | 15 de marzo | 14:00 |
| Sporting Praia  | 0 - 0 | Desportivo Praia | 15 de marzo | 16:00 |

| Bairro           | 2 - 1 | Travadores      | 20 de marzo | 16:00 |
| Celtic           | 2 - 0 | Académica Praia | 21 de marzo | 14:00 |
| Desportivo Praia | 1 - 2 | Boavista        | 21 de marzo | 16:00 |
| Vitória          | 0 - 3 | Sporting Praia  | 22 de marzo | 14:00 |
| Os Garridos      | 1 - 0 | Varanda         | 22 de marzo | 16:00 |

| Sporting Praia  | 0 - 0 | Varanda          | 27 de marzo | 16:00 |
| Travadores      | 1 - 2 | Celtic           | 28 de marzo | 14:00 |
| Bairro          | 2 - 0 | Os Garridos      | 28 de marzo | 16:00 |
| Académica Praia | 1 - 1 | Desportivo Praia | 29 de marzo | 14:00 |
| Boavista        | 3 - 0 | Vitória          | 29 de marzo | 16:00 |

| Desportivo Praia | 6 - 1 | Travadores      | 2 de abril | 16:00 |
| Celtic           | 2 - 1 | Bairro          | 3 de abril | 14:00 |
| Vitória          | 0 - 2 | Académica Praia | 3 de abril | 16:00 |
| Varanda          | 0 - 2 | Boavista        | 4 de abril | 14:00 |
| Os Garridos      | 0 - 3 | Sporting Praia  | 4 de abril | 16:00 |

| Boavista        | 1 - 0 | Sporting Praia   | 10 de abril | 16:00 |
| Celtic          | 2 - 0 | Os Garridos      | 11 de abril | 14:00 |
| Travadores      | 0 - 2 | Vitória          | 11 de abril | 16:00 |
| Académica Praia | 1 - 0 | Varanda          | 12 de abril | 14:00 |
| Bairro          | 2 - 4 | Desportivo Praia | 12 de abril | 16:00 |

| Vitória          | 3 - 2 | Bairro          | 17 de abril | 16:00 |
| Desportivo Praia | 1 - 1 | Celtic          | 18 de abril | 14:00 |
| Varanda          | 3 - 1 | Travadores      | 18 de abril | 16:00 |
| Sporting Praia   | 1 - 0 | Académica Praia | 19 de abril | 14:00 |
| Boavista         | 5 - 0 | Os Garridos     | 19 de abril | 16:00 |

| Celtic          | 1 - 1 | Vitória          | 24 de abril | 16:00 |
| Bairro          | 1 - 3 | Varanda          | 25 de abril | 14:00 |
| Os Garridos     | 1 - 2 | Desportivo Praia | 25 de abril | 16:00 |
| Travadores      | 0 - 2 | Sporting Praia   | 26 de abril | 14:00 |
| Académica Praia | 2 - 3 | Boavista         | 26 de abril | 16:00 |

El horario de los partidos viene expresado en UTC -1

### Evolución de las posiciones
| Equipo / Jornada        | 01 | 02 | 03 | 04 | 05 | 06 | 07 | 08 | 09 | 10 | 11 | 12 | 13 | 14 | 15 | 16 | 17 | 18 |
| ----------------------- | -- | -- | -- | -- | -- | -- | -- | -- | -- | -- | -- | -- | -- | -- | -- | -- | -- | -- |
| Académica da Praia      | 7  | 3  | 2  | 2  | 4  | 3  | 3  | 4  | 3  | 4  | 4  | 4  | 4  | 4  | 4  | 4  | 4  | 5  |
| AD Bairro               | 4  | 7  | 9  | 5  | 7  | 5  | 6  | 7  | 7  | 8  | 8  | 6  | 6  | 5  | 6  | 6  | 6  | 6  |
| FC Boavista             | 5  | 2  | 1  | 1  | 1  | 1  | 1  | 1  | 1  | 1  | 1  | 1  | 1  | 1  | 1  | 1  | 1  | 1  |
| Celtic                  | 1  | 1  | 4  | 7  | 9  | 9  | 8  | 6  | 6  | 6  | 7  | 7  | 7  | 6  | 5  | 5  | 5  | 4  |
| Desportivo da Praia     | 2  | 4  | 3  | 6  | 2  | 2  | 2  | 2  | 4  | 3  | 3  | 3  | 3  | 3  | 3  | 2  | 3  | 3  |
| Os Garridos             | 8  | 5  | 5  | 3  | 3  | 6  | 7  | 8  | 8  | 7  | 5  | 5  | 5  | 7  | 7  | 7  | 7  | 7  |
| Sporting Clube da Praia | 3  | 6  | 8  | 4  | 5  | 4  | 4  | 3  | 2  | 2  | 2  | 2  | 2  | 2  | 2  | 3  | 2  | 2  |
| CD Travadores           | 6  | 8  | 6  | 8  | 6  | 7  | 5  | 5  | 5  | 5  | 6  | 8  | 8  | 8  | 8  | 8  | 8  | 8  |
| Varanda                 | 10 | 9  | 7  | 9  | 8  | 8  | 9  | 9  | 9  | 9  | 9  | 9  | 9  | 9  | 9  | 10 | 10 | 9  |
| Vitória                 | 9  | 10 | 10 | 10 | 10 | 10 | 10 | 10 | 10 | 10 | 10 | 10 | 10 | 10 | 10 | 9  | 9  | 10 |

| Campeón FC Boavista 2.o título |

## Estadísticas
- Mayor goleada:

Desportivo Praia 6 - 1 Travadores (2 de abril)
Boavista 5 - 0 Os Garridos (19 de abril)
- Partido con más goles:

Boavista 4 - 3 Desportivo Praia (10 de enero)
Desportivo Praia 6 - 1 Travadores (2 de abril)
- Mejor racha ganadora: Boavista; 6 jornadas (jornada 13 a 18)
- Mejor racha invicta: Sporting Praia; 15 jornadas (jornada 1 a 15)
- Mejor racha marcando: Bairro; 9 jornadas (jornada 10 a 18)
- Mejores racha imbatida: Sporting Praia; 4 jornadas (jornada 12 a 15) y Boavista; 4 jornadas (jornada 14 a 17)